# Eva Brumagne
Eva Brumagne (Leuven, 1967) is een Belgisch bestuurster en auteur.

## Levensloop
Brumagne doorliep haar secundair onderwijs aan het Mater Dei-Instituut (Sint-Pieters-Woluwe) waar ze de Grieks-Latijnse volgde. Daarna ging ze nieuwste geschiedenis studeren aan de Katholieke Universiteit Leuven waar ze in 1989 afstudeerde als Licentiaat. In 1990 behaalde ze een master in 'American history' aan de Western Connecticut State University en in 1991 een aanvullend certificaat politieke sociologie aan de Université libre de Bruxelles. In 2004 behaalde ze een certificaat 'leidinggeven in de social profit' aan de Sociale School Heverlee.
In 1991 begon Brumagne te werken op de studiedienst van de Kristelijke Arbeiders Vrouwenbeweging (KAV). In juni 2001 ging ze aan de slag als coördinator van Ecolife. In januari 2004 keerde ze terug naar de KAV als directeur communicatie en werd in 2009 adjunct-algemeen directeur. Op 1 september 2011 volgde ze Annemie Janssens op als algemeen directeur van deze organisatie. Onder haar bestuur werd de KAV in mei 2012 omgevormd tot Femma.
Brumagne schreef in 1997 als medewerkster van de studiedienst van de KAV het boek Zuinig Leven. In 2017 volgde het boek Opgeruimd leven. Roadmap naar tijd en balans.